# Sébastien Turgot
Sébastien Turgot (Llemotges, Alta Viena, 11 d'abril de 1984) és un ciclista francès, professional des del 2008.
Combina el ciclisme en carretera amb la pista, modalitat en la qual ha guanyat dos campionats nacionals. En ruta destaca la victòria als Tres dies de Vaucluse de 2007 i una etapa als Tres dies de La Panne de 2010.

## Palmarès
- 2007
  - 1r als Tres dies de Vaucluse
  - Vencedor d'una etapa del Tour de Bretanya
- 2008
  -  Campió de França de persecució per equips, amb Damien Gaudin, Jérôme Cousin i Fabrice Jeandesboz
  -  Campió de França de madison, amb Damien Gaudin
  - Vencedor d'una etapa del Tour ivorià de la pau
- 2010
  - Vencedor d'una etapa dels Tres dies de La Panne
- 2011
  - Vencedor d'una etapa dels Boucles de la Mayenne

### Resultats al Tour de França
- 2010. 113è de la classificació general
- 2011. 120è de la classificació general

### Resultats a la Volta a Espanya
- 2014. 154è de la classificació general